# William Friedkin
William David Friedkin, född 29 augusti 1935 i Chicago, Illinois, död 7 augusti 2023 i Los Angeles, Kalifornien, var en amerikansk filmregissör, manusförfattare och filmproducent.

## Biografi
Friedkin kom ur lägre medelklass. Modern var sjuksköterska och fadern försäljare. Friedkin försökte först satsa på basket men kom sedan in på lokal-TV i Chicago.
År 1965 sökte sig Friedkin till Los Angeles där han fortsatte att arbeta med TV, bland annat för Alfred Hitchcock. Friedkin regisserade i rask takt fyra filmer, varav två med konstnärliga ambitioner, men han hade ingen vidare framgång. Vid ett möte med regissören Howard Hawks uppmanade denne honom att göra mer kommersiella filmer. Friedkin följde endast delvis rådet då han slutligen fick sitt genombrott med French Connection – Lagens våldsamma män (med bland andra Gene Hackman). Filmen var en spännande polisfilm men med mer komplexa karaktärer och brist på verkliga hjältar.
Författaren William Peter Blatty erbjöd Friedkin att filma hans roman Exorcisten (efter att Peter Bogdanovich avböjt) och Friedkin accepterade efter viss tvekan. Filmen spelades in mellan augusti 1972 och mars 1973. Filmen, som fick premiär 26 december 1973, blev en enorm succé och spelade in omkring 160 miljoner dollar. Friedkin slet därefter länge med filmen Fruktans lön (originaltitel: Sorcerer), en dyr nyinspelning av den franska klassikern Le Salaire de la peur (svensk titel: Fruktans lön) vilken emellertid blev en flopp. Filmen spelades in i Frankrike, Dominikanska Republiken, Israel och USA.
Efter höjdpunkterna under 1970-talet stagnerade Friedkins karriär.
William Friedkin avled den 7 augusti 2023.

## Filmografi i urval
- 1967 – Good Times
- 1971 – French Connection – Lagens våldsamma män
- 1973 – Exorcisten
- 1977 – Fruktans lön (även produktion)
- 1978 – Brinks-stöten
- 1980 – Lockbetet
- 1983 – Oss fifflare emellan
- 1985 – Änglarnas stad – Los Angeles
- 1990 – Djävulens barnvakt
- 1995 – Jade
- 1997 – 12 edsvurna män (TV-film)
- 2000 – Rules of Engagement
- 2003 – The Hunted
- 2006 – Bug
- 2011 – Killer Joe
- 2023 – The Caine Mutiny Court-Martial